# Með suð í eyrum við spilum endalaust
Með suð í eyrum við spilum endalaust (IPA: /mɛð sʏð i ˈɛɪɾʏm vɪð ˈspɪlʏm ˈɛndalœʏst/), (en español: "Con un zumbido en nuestros oídos tocamos eternamente"), es el quinto álbum de estudio de la banda islandesa Sigur Rós, lanzado el 23 de junio de 2008. Después de haber grabado varias canciones acústicas en la producción del DVD Heima, la banda decide incluir en la mayor parte del álbum un sonido acústico. Es el primer álbum de la banda en presentar una pista cantada en inglés, "All alright".

## Lista de canciones
1. "Gobbledigook" – 3:05
2. "Inní mér syngur vitleysingur" (Dentro de mí canta un lunático) – 4:05
3. "Góðan daginn" (Buenos días) – 5:15
4. "Við spilum endalaust" (Tocamos eternamente) – 3:33
5. "Festival" – 9:24
6. "Með suð í eyrum" (Con un zumbido en los oídos) – 4:56
7. "Ára bátur" (Bote de remo) – 8:57
8. "Illgresi" (Mala hierba) – 4:13
9. "Fljótavík" (una bahía en la península de Hornstrandir, Islandia) – 3:49
10. "Straumnes" (lugar que también pertenece a los fiordos del oeste en Islandia) – 2:01
11. "All alright" (Todo bien) – 6:21

## Créditos
- Jón Þór Birgisson – vocal, guitarra
- Kjartan Sveinsson – teclado, sintetizador
- Georg Hólm – bajo
- Orri Páll Dýrason – batería

Instrumentos de cuerda: Amiina (canciones 2,3,4,5,8 y 9):
- Hildur Ársælsdóttir
- Edda Rún Ólafsdóttir
- Maria Huld Markan Sigfúsdóttir
- Sólrún Sumarliðadóttir

Instrumentos de viento: (canciones 2, 4 y 11) 
- E. Friðfinnsson
- Helgi Hrafn Jónsson
- I.G. Erlendsson
- K. Håkonarson
- Samúel Jón Samúelsson
- S. Sigurðarson
- S.J. Bernharðsson

Otras percusiones por Siggi Frendi, Höddi Gunni, John Best, Sunray y Breeze.
"Ára bátur" fue grabada en directo en una sola toma en Abbey Road Studios con la London Sinfonietta y los coristas de la London Oratory School Schola. Dirección por D. Bjarnason.